# Titanes del Este
Los Titanes del Este ( también conocido como Titanes Oriente) es el nombre de varios equipos secundarios de los Jóvenes Titanes, pertenecientes a la editorial DC Comics. Estas versiones de estos equipos han hecho sus apariciones en las páginas de los cómics de los Teen Titans, asimismo en la serie de animación.
Si bien el concepto no es nuevo, puesto que en la edad de bronce de los cómics apenas existió una primera encarnación de los Titanes Este, cuando en dicha alineación formaron los héroes Mal Duncan, Bumblebee, Betty Kane en su rol como Batgirl, el héroe de padres Thanagarianos llamado Golden Eagle y la Hija del Joker (Duela Dent), solamente partir de un arco sucedido en la páginas del cómic Vol.3 de Teen Titans, la aparición oficial de un "grupo" denominado "Titanes Este", apareció a partir de una encarnación introducida por primera vez, en la historia titulada, Titanes del Mañana, ambientada en una línea alternativa del futuro, gracias al hipertiempo. Pero la verdadera encarnación actual de la línea de tiempo presente, aparecería en las páginas de Teen Titans Vol.3 #43 (2007), estos fueron un grupo de supervillanos/antihéroes que decidieron corromper el nombre del equipo original, como un grupo encabezado por el mercenario Deathstroke como su líder. Sin embargo, existió otro equipo de Titanes Este, creado por el Titan Cyborg que había decidido recientemente formar como una nueva versión del equipo para operar en otra parte de los Estados Unidos.

## Biografía de los Titanes Este
Los Titanes Este original, estaba conformado por la siguiente alineación, y estaba basado en la contraparte Occidental de los Teen Titans, los llamados Titanes Oeste y cuya base ha estado entre el Cuerno de Gabriel, Farmingdale, Long Island y la Torre de los Titanes, San Francisco. Entre los Titanes Este se destacan:
- Chico Bestia
- Mal Duncan
- Bumblebee
- Batgirl II/Flamebird (Betty Kane)
- Golden Eagle
- Hija del Joker (Duela Dent)
- Hawk y Dove Hank Hall y Don Hall

Posteriormente, la antigua sede de los Titanes Este, serviría para el funcionamiento de las operaciones de otras encarnaciones de los Teen Titans principales, cuya sede reside en San Francisco, California, mientras que la sede de los Titanes adultos, instalaría su sede en la Torre de los Titanes, en la Isla Libertad, Nueva Jersey.

### Titanes del Mañana
Los Titanes Este que aparecieron en el arcó de Titanes del Mañana, en la que unos futuros Jóvenes Titanes se corrompieron como seres más malvados en el futuro. Entre los Titanes del Mañana vistos en la serie de historietas se encuentran:
- Batwoman (Betty Kane): Anteriormente conocida como Flamebird, y examante de Tim Drake.
- Bumblebee (Karen Beecher-Duncan): colíder de los Titanes Este.
- Shazam! (Freddy Freeman): El anteriormente conocido como Capitán Marvel Jr. o CM2, se convirtió en el sucesor del poder de Shazam.
- Cyborg 2.0 (Victor Stone): un Cyborg actualizado. Colíder de los Titanes Este, junto con Bumblebee.
- Impulso/Kid Flash/The Flash (Bart Allen): La versión futura de The Flash trabajaba con los Titanes Oeste como un agente encubierto para los Titanes Este.
- Ravager (Rose Wilson): hija de Deathstroke.
- Terra II (Tara Markov): Geo-elemental.

### Titanes EstedeDeathstroke
Deathstroke creó su propio grupo de Titanes corruptos, que llamó como los "Titanes Este", específicamente para derribar al equipo principal de los Jóvenes Titanes. Con conclusión del arco, Deathstroke reflexionó por sí mismo si realmente creó el equipo "Titanes Este" para orientar a sus propios hijos por el buen camino, los actuales miembros de los verdaderos Teen Titans, Ravager (Rose Wilson) y Jericho (Joseph Wilson), que terminaron por quedarse con los Jóvenes Titanes.
Deathstroke creyó que como no podía ser un buen padre para ellos, que había que manipularlos para que aceptasen ser plenamente miembros de sus Titanes para mantenerlos bajo una misma familia, cumpliendo así con su retorcido plan y darle sentido a su vía para que al final, fuese reconocido como un buen padre. Esta versión, los personajes de este equipo se disolvió rápidamente, después de que la historia concluyera. Entre lo miembros notables se encuentran:
- Batgirl:[3] Cassandra Cain, ahora reconocida como la líder de la "Liga de los Asesinos", y lo más importante, se unió simplemente por derrotar completamente a Ravager. Deathstroke consideraría la adición de Cassandra se debe a que los conocimientos que posee como Batgirl y el pasado que tuvo con Robin y los otros caballeros de Ciudad Gótica, les daría una ventaja contra el tercer niño maravilla. Se había revelado que Slade estaba utilizando el mismo suero que usó en Rose con Cassandra. Habiendo cuenta de un antisuero, Cassandra se alía con Robin y los Titanes antes de desaparecer.
- Bombshell:[3] Fue enviada por Deathstroke para espiar a los Titanes y recibe un disco en el que contiene el alma de su hijo, Jericho. Después de que los Titanes descubrieran que era una traidora (un clásico recuerdo de algo que ya había ocurrido en el pasado con los Titanes originales de parte de Deathstroke cuando aplicó esta táctica con Tara Markov), ella fue a parar a prisión. Cyborg y Miss Martian la interrogaron. Cuando Bombshell se negó a confesarles, Miss Martian entró en su mente para leer sus pensamientos, y descubrió que era un miembro de los Titanes Este de Deathstroke. Antes de que pudiera aprender cualquier otra cosa, se rompió el contacto telepático ya que la ponía en riesgo y Batgirl le cortó la garganta.
- Duela Dent (Hija del Joker):[3][6] También conocido como el la Hija del Joker, es totalmente loca, pero también aparece como una ex-Titán. Deathstroke creyó que podía lidiar con su locura, puesto que es un valor importante sobre la información que tenía Duela. Recientemente se uniría al equipo de los Titanes de Robin cuando Raven le ofreció su adhesión a cambio de ayuda contra lo Titanes de Este. Más tarde, aparecería muerta por un Monitor del Multiverso, ya que resultó que provenía de Tierra-3.
- Enigma:[3] Fue una adición tardía para el equipo y nunca se mencionó hasta que apareció como ayuda para el equipo en las páginas de Teen Titans Vol.3 #43. Originalmente se refería como la hija de Riddler, una de la futuras solicitaciones para nuevos miembro de lo Teen Titans se refieren a ella como Enigma.
- Inercia:[3][7] es un clon genético malvado del titán Bart Allen. Inercia una vez fue un velocista natural, pero había perdido su capacidad cuando la Fuerza de velocidad fue aislada de Bart, y ahora cuenta supervelocidad químicamente inducida y creada por Deathstroke, que se siente que este fue un velocista muy útil.
- Kid Crusader: es la única persona que Deathstroke incorporó a su equipo, debido a que encontró de que había oído tanto hablar de Kid Devil que le causaba ira al escucharlo, que lo contrató para que pudiera eliminarlo.
- Match:[3] Es un clon tardío de Superboy. Si bien, con su nivel de fuerza obtenida de Superman es un extra para el equipo, Deathstroke creyó que sería una partida importante, ya que también le daría una ventaja psicológica al equipo. Deathstroke confió en su comparecencia para combatir a Wonder Girl, el miembro más poderoso físicamente a los Titanes y su equilibrio, debido a que recientemente ella había perdido a Conner Kent luego de los sucesos de Crisis Infinita donde Superboy murió, así como ella era la novia de Superboy. En conjunto, para el combate su traje fue modificado para parecerse traje anterior de Superboy antes de su muerte, aunque había llegado a parecerse más a un duplicado Bizarro de Conner, debido a que poseía el escudo de armas de la Casa de El al revés (la "S" roja en una camiseta negra), y rasgada. También parece que su intelecto, al igual que su cuerpo, se desintegra
- Risk:[3] Antiguo Teen Titan que perdió un brazo luchando al lado de los Titanes contra Superman Prime, ya que se encontraba "furioso con el mundo" a causa de lo que le sucedió. Deathstroke creyó que podía manipular a Risk, ya que piensa que los Titanes dudarian en batalla por culpa de su pérdida.
- Sun Girl:[3] Una metahumana que aprovecha el poder del sol. Ella es también una maestra manipuladora, muy similar a lo que fue la original Terra

### Titanes Este (Equipo de Cyborg)
En el me de noviembre de 2007, DC lanzó un cómic especial titulado, Titanes Este: Especial #1, escrito por Judd Winick y con el arte de Ian Churchill y Norm Rapmund. En este especial, Cyborg estaba reuniendo a un grupo de jóvenes héroes para entrenar como los nuevos "Titanes Este". Estos miembros fueron:
- Anima
- Hawk y Dove (Holly y Dawn Granger)
- Lagoon Boy
- Little Barda
- Power Boy
- Hijo de Vulcan

Sin embargo, durante una misión de entrenamiento temprano, fueron atacados y gravemente heridos o asesinados por un atacante desconocido. Posteriormente en las páginas de Titans Vol.2 #1, se reveló que todos los miembros menos Power Boy sobrevivieron. Anima, Hijo de Vulcan y Lagoon Boy están aparecieron en coma; Little Barda apareció en estado crítico; Cyborg apareció inconsciente, pero en condición estable; y Hawk y Dove s encontraban también en condición estable. Se cree que el origen del ataque es el mismo demonio Trigon, el antiguo enemigo de los Titanes. Cyborg más tarde despertaría, pero, es mostrado esperando unas nuevas extremidades de reemplazo, quedando atado a una computadora. De esta forma algo disminuida, decide disolver esos Titanes Este, para unirse al nuevo grupo de Titanes mientras investiga que la descendencia de Trigon pudo haber sido responsable de los eventos.

## Apariciones en otros medios
- Los Titanes Este apenas aparecieron para sólo unos contados episodios de la serie animada de los Jóvenes Titanes, surge como resultado de las acciones de H.I.V.E. contra las acciones heroicas de los jóvenes héroes que habían conocido durante las primeras temporadas los titanes protagonistas; además, en uno de los episodios, Cyborg es líder provisional de un equipo formado por Bumblebee (líder actual), Aqualad, Speedy y Más y Menos.